# 首都圈电铁车辆

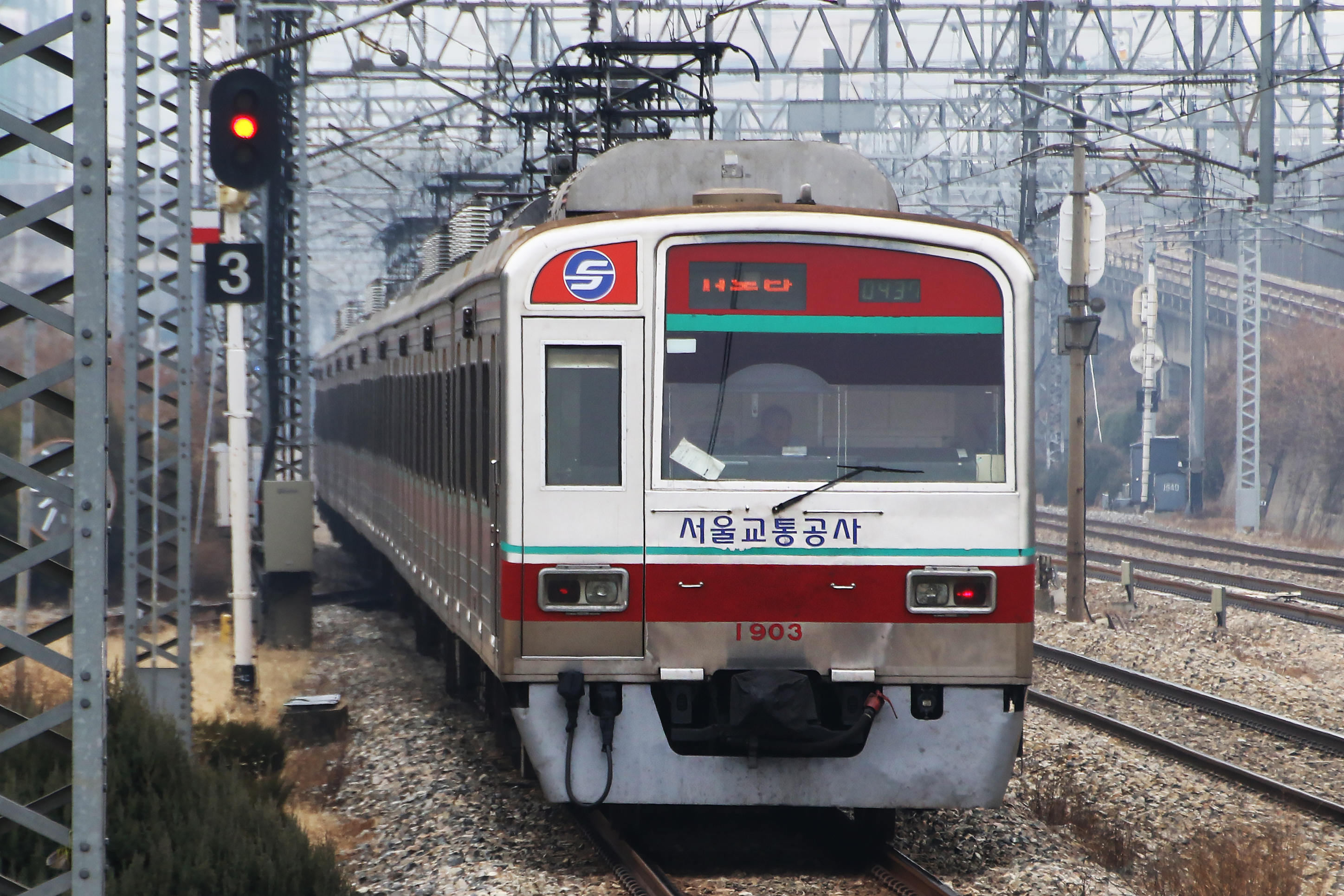
首尔地铁1000系列车

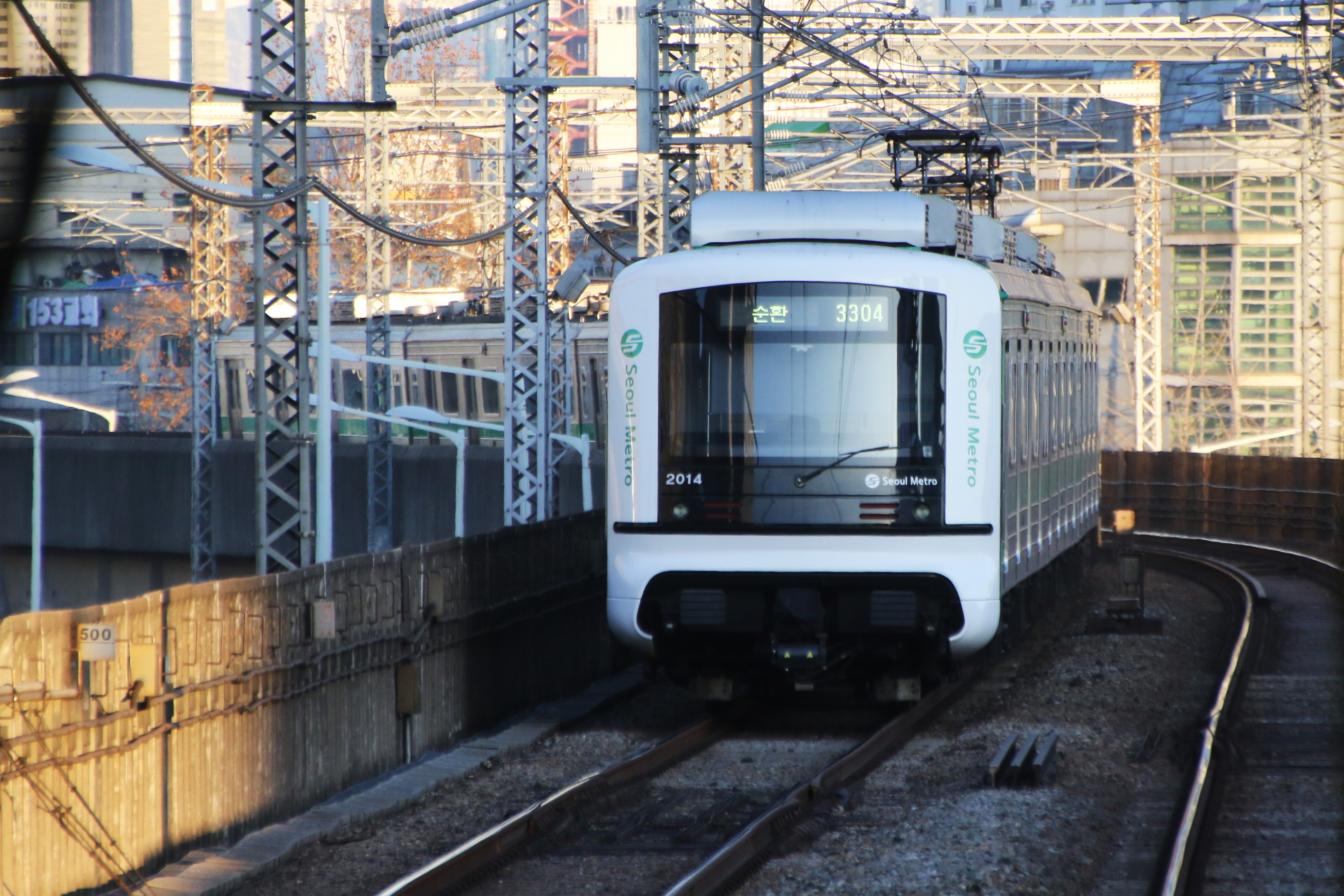
首尔地铁2000系列车

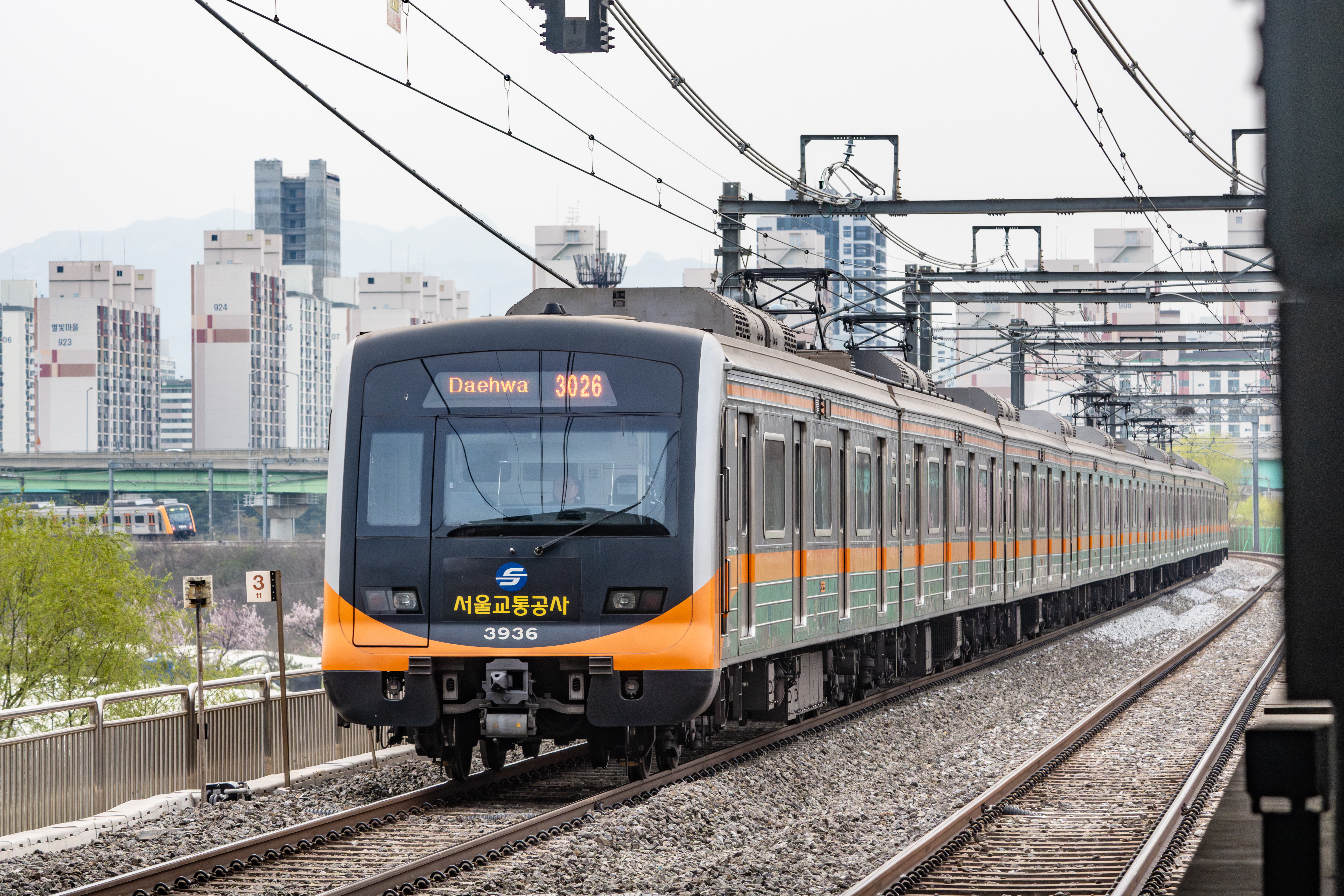
首尔地铁3000系列车

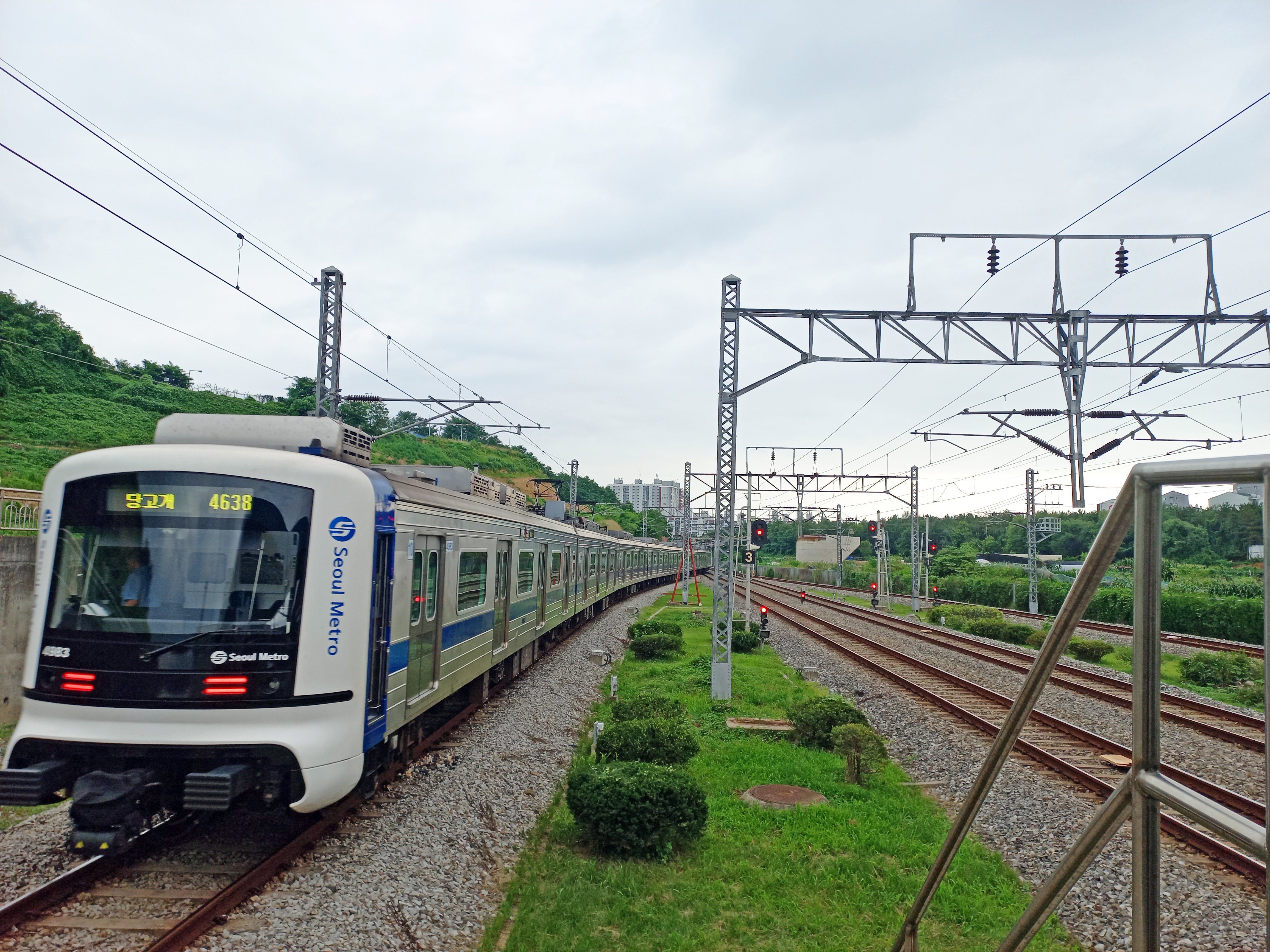
首尔地铁4000系列车

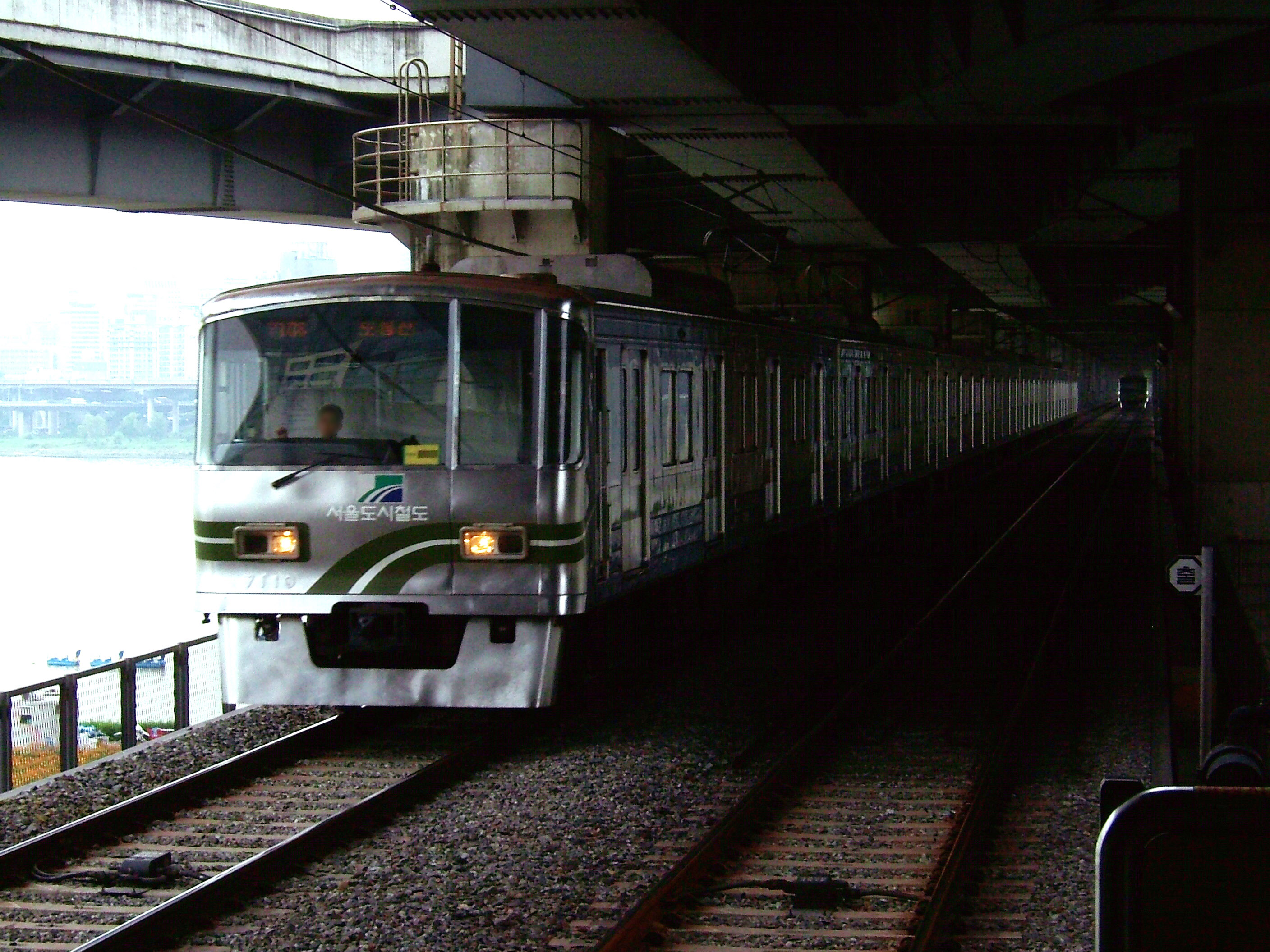
首尔地铁7000系列车

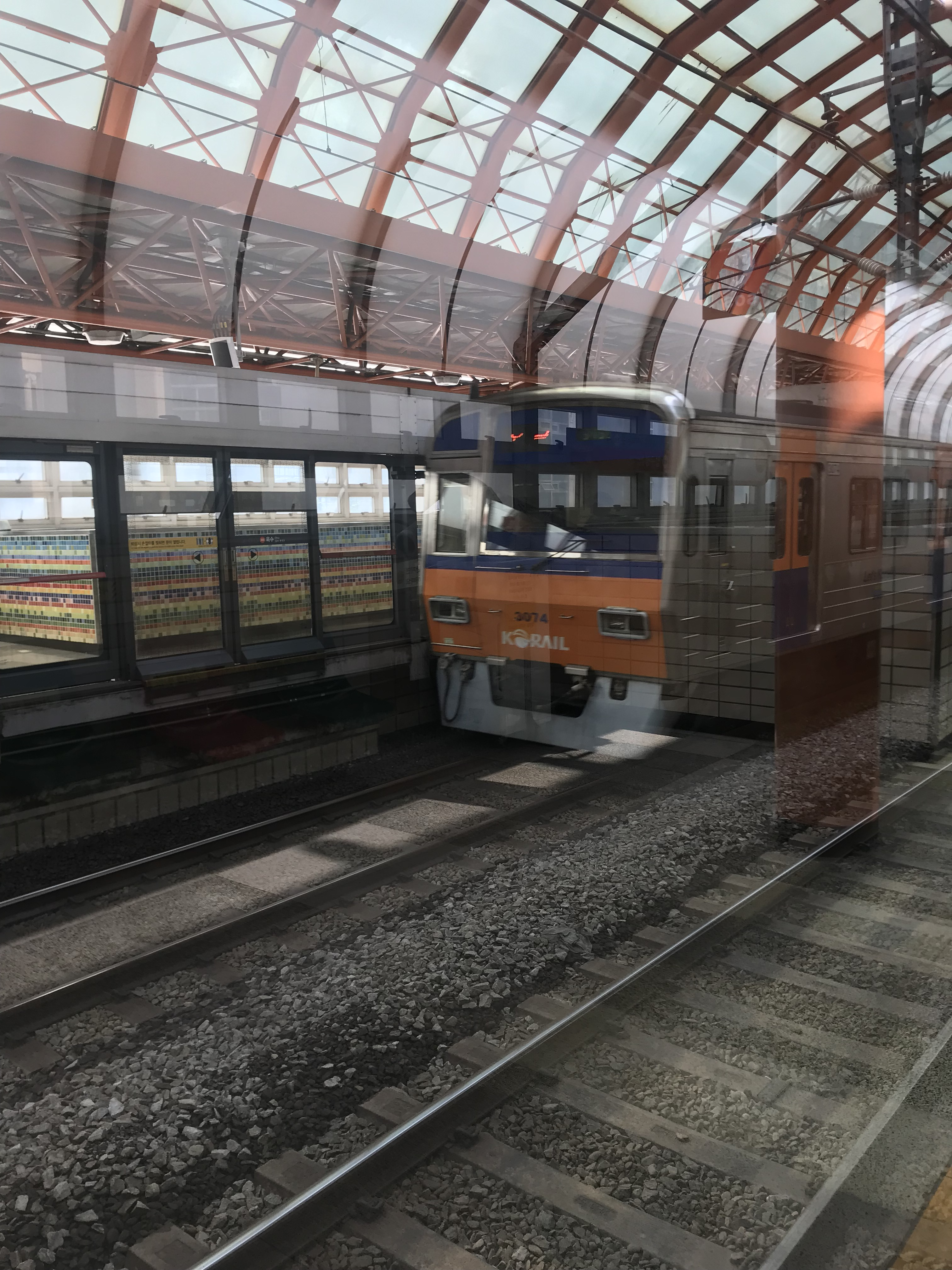
韩国铁道公社3000系电力动车组

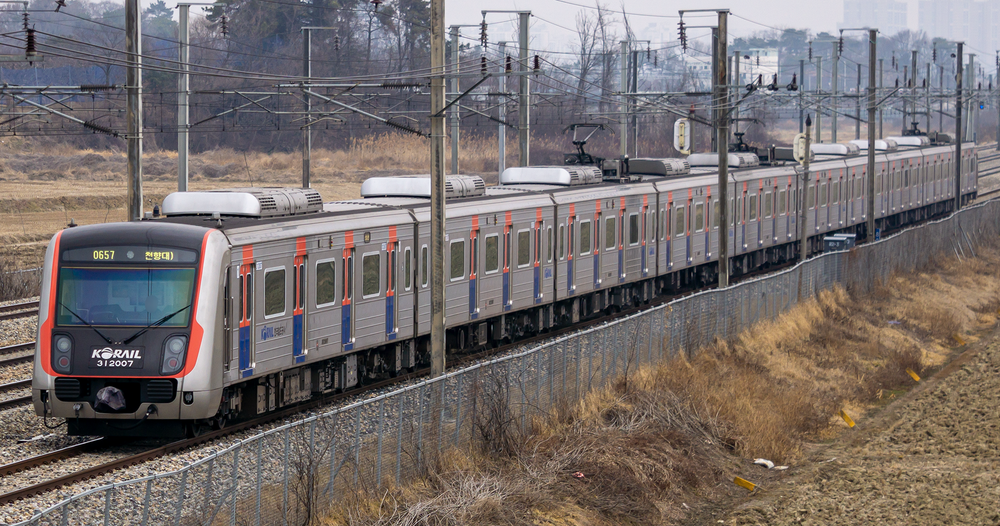
韩国铁道公社311000系电力动车组

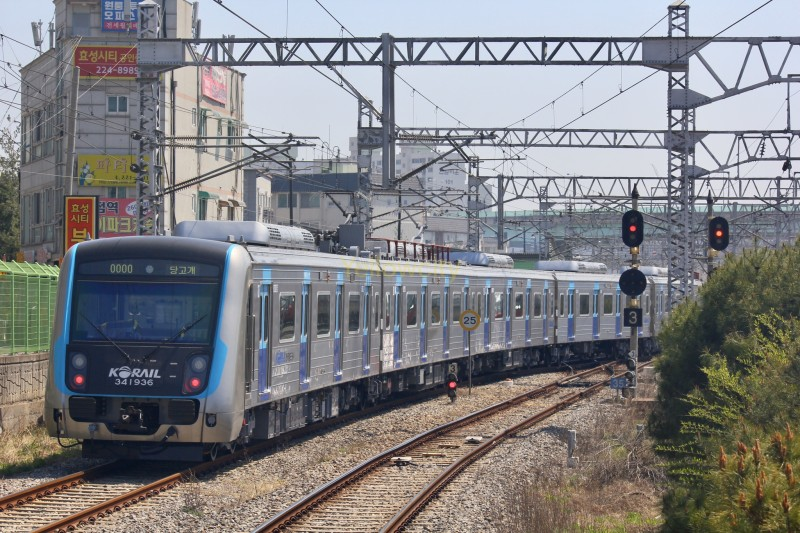
韩国铁道公社341000系电力动车组

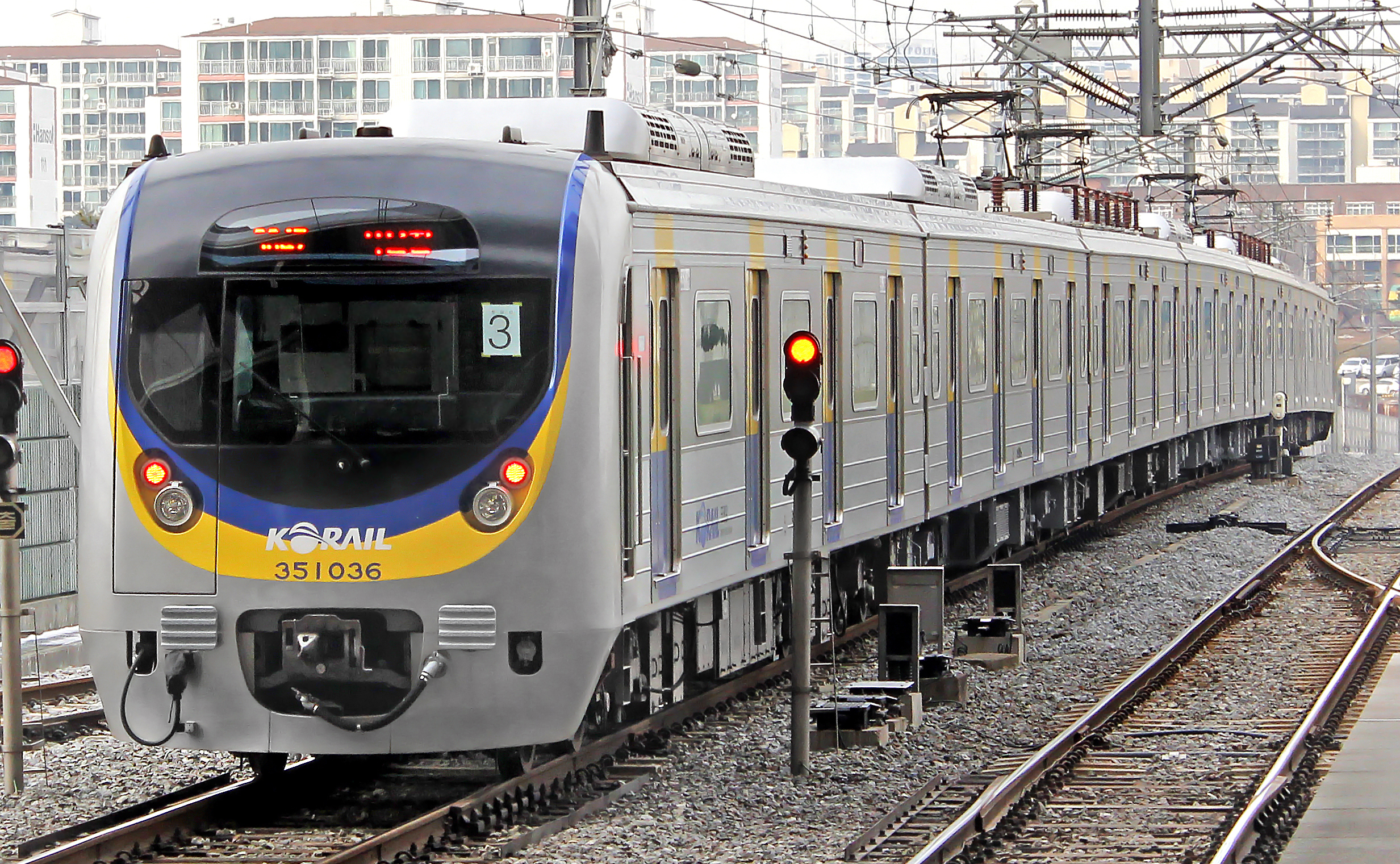
韩国铁道公社351000系电力动车组

首都圈电铁车辆是韩国首都圈电铁的营运用车辆，全部为通勤型电力动车组。营运公司有首尔交通公社、首尔市地铁9号线、仁川国际机场铁路公司、仁川交通公社、議政府輕電鐵、龍仁輕量電鐵、新盆唐線和韩国铁道公社，其运行范围覆盖首尔、仁川、京畿道、忠清南道和江原道。

## 列车特点
早期的首都圈电铁车辆多为从日本引进，使用电阻控制或斩波控制作为直流传动控制方式。目前的首都圈电铁车辆多为韩国国产，使用GTO-VVVF或IGBT-VVVF作为交流传动方式。此外在运行方式上，韩国铁道公社、首尔交通公社、首尔市地铁9号线、仁川国际机场铁路公司的部分车辆同时担负着普通和急行的行车模式。
目前所有的列车均安装有空调设备和行李架，其中早期的列车均安装有LED显示屏和路线图，后期的列车均安装有LCD显示屏和路线图，作为对乘客的向导显示。部分列车更是预留有轮椅位和自行车位，以方便身体活动不便人士。

## 首尔地下铁

### 首尔交通公社
●首都圈電鐵1號線
- 首尔地铁1000系电阻控制电力动车组
- 首尔地铁1000系VVVF电力动车组

●首爾地鐵2號線
- 首尔地铁2000系VVVF电力动车组

●首都圈電鐵3號線
- 首尔地铁3000系VVVF电力动车组

●首都圈电铁4号线
- 首尔地铁4000系电力动车组

●首都圈電鐵5號線
- 首尔地铁5000系电力动车组

●首尔地铁6号线
- 首尔地铁6000系电力动车组

●首爾地鐵7號線
- 首尔地铁7000系电力动车组
- 首尔地铁SR000系电力动车组

●首爾地鐵8號線
- 首尔地铁8000系电力动车组

### 首尔市地铁9号线
●首爾地鐵9號線
- 首尔地铁9000系电力动车组

## 機場鐵道
●仁川国际机场铁道
- 仁川国际机场铁路1000系电力动车组-直通列車
- 仁川国际机场铁路2000系电力动车组-一般列車

## 仁川交通公社
●仁川都市鐵道1號線
- 仁川交通公社1000系电力动车组

●仁川都市铁道2号线
- 仁川交通公社2000系电力动车组

## 轻电铁

### 議政府輕電鐵
●議政府輕電鐵
- U100系

### 龍仁輕量電鐵
●龍仁輕電鐵
- Y100系

### 牛耳新設輕電鐵
●首爾輕電鐵牛耳新設線
- UL000系

## 广域电铁

### Neo Trans（朝鲜语：네오트랜스）
●新盆唐线
- 新盆唐线D000系电力动车组

### 韩国铁道公社
●首都圈電鐵1號線
- 韩国铁道1000系电力动车组
- 韩国铁道5000系电力动车组
- 韩国铁道公社319000系电力动车组

●首都圈電鐵3號線
- 韩国铁道3000系电力动车组

●首都圈电铁4号线
- 韩国铁道2030系电力动车组

●首都圈電鐵京義·中央線
- 韩国铁道公社319000系电力动车组
- 韩国铁道公社321000系电力动车组
- 韩国铁道公社331000系电力动车组

●首都圈電鐵水仁·盆唐線
- 韩国铁道2030系电力动车组

●首都圈電鐵京春線
- 韩国铁道公社361000系电力动车组
- 韩国铁道公社368000系电力动车组-ITX-青春

●首都圈電鐵京江線
- 韩国铁道公社371000系电力动车组

●首都圈電鐵西海線
- 韩国铁道公社391000系电力动车组